# رود نمدا
رود نمدا (روسی: Немда) یک رودخانه در استان کیروف کشور روسیه است.